# 아리 쿤사 공항
아리 쿤샤 공항(阿里昆莎机场)은 티베트 아리 지구 가얼현에 있는 군민 겸용 공항이다. 2010년 7월 1일에 운항을 시작하여 라싸, 닝치, 창두 공항에 이어 티베트의 네 번째 민간 공항이 되었다.
해발 4,274 m (14,022 ft)에 위치한 균사 공항은 다오청 야딩 공항, 창두 방다 공항, 캉딩 공항에 이어 세계에서 네 번째로 높은 공항이다. 균사 공항은 4,500미터 길이의 활주로를 가지고 있다. 2020년까지 12만 명의 승객을 처리할 것으로 예상된다. 건설은 2007년 5월에 시작되었으며, 추정 비용은 16억 5천만 위안(2억 4,122만 달러)이었다.
스취안허(아리)는 마나사로와르호 북쪽에 위치하고 카일라스산을 마주보고 있는 다르첸 마을에서 버스로 하루(약 330km) 거리밖에 되지 않기 때문에 힌두인, 불교도, 본파 및 자이나교도들이 신성하게 여기는 이 두 곳으로의 순례객들에게 도움이 될 것으로 예상된다. 2010년 10월 시가체 평화 공항의 개장과 함께 다섯 개의 공항은 칭짱 철로와 도로망과 결합하여 티베트의 경치 좋고 신성한 장소로의 관광을 증가시킬 것으로 예상된다.

## 군사력 증강
2017년 도클람에서 중국과 인도 간의 마지막 주요 대치 이후, 응가리 균사 공항의 군사 주둔은 선양 J-16 및 J-11 전투기 배치를 통해 확대되었다. 이 공항은 라다크의 판공호에서 200km 떨어져 있다.

## 항공사 및 목적지
| 항공사       | 목적지         |
| ------------ | -------------- |
| 중국동방항공 | 카스, 시안     |
| 럭키 에어    | 카스, 우루무치 |
| 티베트 항공  | 라싸, 사체     |

## 같이 보기
- 중화인민공화국의 공항 목록
- 중화인민공화국의 가장 분주한 공항 목록
- 가장 높은 공항 목록
- 응가리 부랑 공항

## 참고 문헌
- 앨비니아, 앨리스. (2008) 인더스의 제국: 강의 이야기. 초판 (2010) W. W. 노턴 & 컴퍼니, 뉴욕. ISBN 978-0-393-33860-7.
- 도르제, 규르메. (2009) 티베트 핸드북. 풋프린트 핸드북스, 바스, 잉글랜드. ISBN 978-1-906098-32-2.
- 메이휴, 브래들리 및 콘, 마이클. (2005) 티베트. 6판. ISBN 1-74059-523-8.